# Matteo Nannini
Matteo Nannini, né le 10 juillet 2003 à Faenza en Italie, est un pilote automobile italien. Il est le neveu d'Alessandro Nannini, vainqueur du Grand Prix du Japon 1989 de Formule 1, et de la chanteuse Gianna Nannini.

## Biographie
Matteo Nannini, neveu d'Alessandro Nannini, commence le karting à l'âge de sept ans : il grimpe les catégories progressivement, remportant le titre en 60cc en 2014, le titre en 125cc en 2016, remportant des victoires en catégorie Senior en 2018. Cette même année, il participe à de nombreux essais en Formule 4, supervisé par Luca Baldisseri, ancien ingénieur de piste de Michael Schumacher et ancien directeur de la Ferrari Driver Academy. Matteo Nannini fait ses débuts en monoplace dans le championnat des Émirats arabes unis de Formule 4, championnat se déroulant pendant l'hiver, avant les championnats européens standards. Vainqueur de sa première course, il remporte assez aisément le championnat avec six autres victoires supplémentaires,.
Pour la saison 2019, Matteo Nannini s'engage en Championnat d'Europe de Formule 3 régionale, manquant la première et la troisième manche de la saison, et étant inéligible pour marquer des points à la deuxième manche, ayant moins de seize ans. Cependant, Matteo Nannini évolue au sein d'une écurie privée aux moyens limités (Scuderia DF Corse by Corbetta), et est opposé à des écuries sacrées championnes à de multiples reprises en formules de promotion (Van Amersfoort Racing, Prema Powerteam, US Racing). Treizième du championnat, il obtient pour meilleur résultat une sixième place en course. En fin d'année, Matteo Nannini participe à la dernière manche de Formula Renault Eurocup à Yas Marina et termine cinquième de la deuxième course. Il participe aux essais d'après-saison de ce même championnat (aussi appelés Rookie Tests) et se montre le plus rapide,.
En 2020, pour seulement sa deuxième saison en monoplace, il signe en Formule 3 FIA avec Jenzer Motorsport,.

## Résultats en compétition automobile
- 2019 : 
  - Championnat des Émirats arabes unis de Formule 4 : Champion (sept victoires)
  - Championnat d'Espagne de Formule 4 : 17e (trois courses)
  - Formula Renault Eurocup : non classé (deux courses, pilote invité inéligible pour marquer des points)
  -  Championnat d'Europe de Formule 3 régionale : 13e (treize courses)
- 2020 : 
  - Championnat de Formule 3 FIA : 18e (dix-huit courses)
  -  Championnat d'Europe de Formule 3 régionale : 15e (trois courses)
- 2021 : 
  - Championnat de Formule 3 FIA : 14e (une victoire)
  - Championnat de Formule 2 : 22e

### Résultats en Formule 3 FIA
| Année | Équipe            | 1          | 2           | 3          | 4            | 5          | 6          | 7           | 8           | 9           | 10          | 11         | 12         | 13         | 14           | 15           | 16         | 17         | 18         | 19         | 20        | 21         | Pos | Points |
| ----- | ----------------- | ---------- | ----------- | ---------- | ------------ | ---------- | ---------- | ----------- | ----------- | ----------- | ----------- | ---------- | ---------- | ---------- | ------------ | ------------ | ---------- | ---------- | ---------- | ---------- | --------- | ---------- | --- | ------ |
| 2020  | Jenzer Motorsport | RB1 FEA 27 | RB1 SPR 18  | RB2 FEA 23 | RB2 SPR Abd. | HUN FEA 22 | HUN SPR 25 | SIL1 FEA 24 | SIL1 SPR 24 | SIL2 FEA 27 | SIL2 SPR 16 | CAT FEA 10 | CAT SPR 3  | SPA FEA 13 | SPA SPR 26   | MNZ FEA Abd. | MNZ SPR 20 | MUG FEA 16 | MUG SPR 15 |            |           |            | 18e | 11     |
| 2021  | HWA Racelab       | CAT SP1 10 | CAT SP2 26* | CAT FEA 3  | LEC SP1 22   | LEC SP2 13 | LEC FEA 20 | RBR SP1 23  | RBR SP2 12  | RBR FEA 5   | HUN SP1 10  | HUN SP2 1  | HUN FEA 26 | SPA SP1 19 | SPA SP2 Abd. | SPA FEA 26   | ZAN SP1 17 | ZAN SP2 9  | ZAN FEA 28 | SOC SP1 16 | SOC SP2 A | SOC FEA 17 | 14e | 44     |

### Résultats en Formule 2
| Année | Équipe        | 1          | 2         | 3          | 4       | 5       | 6       | 7          | 8          | 9          | 10         | 11         | 12         | 13      | 14      | 15      | 16      | 17      | 18      | 19      | 20      | 21      | 22      | 23      | 24      | Pos | Points |
| ----- | ------------- | ---------- | --------- | ---------- | ------- | ------- | ------- | ---------- | ---------- | ---------- | ---------- | ---------- | ---------- | ------- | ------- | ------- | ------- | ------- | ------- | ------- | ------- | ------- | ------- | ------- | ------- | --- | ------ |
| 2021  | HWA Racelab   | BHR SP1 14 | BHR SP2 9 | BHR FEA 10 | MCO SP1 | MCO SP2 | MCO FEA |            |            |            |            |            |            |         |         |         |         |         |         |         |         |         |         |         |         | 22e | 1      |
| 2021  | Campos Racing |            |           |            |         |         |         | BAK SP1 15 | BAK SP2 11 | BAK FEA Np | SIL SP1 15 | SIL SP2 14 | SIL FEA 18 | MNZ SP1 | MNZ SP2 | MNZ FEA | SOC SP1 | SOC SP2 | SOC FEA | JED SP1 | JED SP2 | JED FEA | YMC SP1 | YMC SP2 | YMC FEA | 22e | 1      |